# 小行星11206
小行星11206（11206 Bibee）是一颗绕太阳运转的小行星，为主小行星带小行星。该小行星于1999年3月19日发现。

## 轨道参数
小行星11206的轨道半长轴为2.6395635 UA，离心率为0.157。